# Gnophaela arizona
Gnophaela arizona är en fjärilsart som beskrevs av French 1884. Gnophaela arizona ingår i släktet Gnophaela och familjen björnspinnare. Inga underarter finns listade i Catalogue of Life.